# Arthur Mandler
Arthur Mandler, scritto anche Artur Mandler (Humpolec, 5 gennaio 1891 – Praga, 20 ottobre 1971), è stato un compositore di scacchi cecoslovacco.
Compose prevalentemente problemi in tre e più mosse di tipo logico e strategico, problemi di aiutomatto e studi, in gran parte con pochi pezzi.
Maestro dello Sport della Cecoslovacchia, Giudice internazionale per la composizione dall'istituzione del titolo (1956), Maestro internazionale della composizione dal 1966. Nel 2012 la WFCC lo ha nominato, "per risultati conseguiti precedentemente", Grande Maestro della composizione.
Ha scritto un libro su Richard Réti: Réti, Richard 1889-1929 Das Werk Richard Rétis im Schach (Keller & Co., Ostrava, 1931), tradotto anche in spagnolo, e un trattato sui finali di torri e pedoni: 64 Studii, z oboru vezovych a pescovych Knokovek (Praga, 1964). Nel 1970 ha pubblicato a Praga la raccolta di problemi e studi Sbirka Sachovych Skladeb.
Il compositore inglese John Beasley ha pubblicato e reso disponibile online una raccolta di suoi studi: Depth and Beauty - The chess endgame studies of Artur Mandler.
Due suoi problemi:
|   | a | b | c | d | e | f | g | h |   |
| 8 | d8 re del bianco · a7 pedone del nero · g7 donna del bianco · a5 torre del nero · b5 pedone del bianco · c5 pedone del bianco · e5 cavallo del bianco · d4 re del nero · g4 pedone del bianco · b3 pedone del nero · c3 cavallo del bianco · f3 pedone del nero · h3 alfiere del nero · b2 pedone del bianco | d8 re del bianco · a7 pedone del nero · g7 donna del bianco · a5 torre del nero · b5 pedone del bianco · c5 pedone del bianco · e5 cavallo del bianco · d4 re del nero · g4 pedone del bianco · b3 pedone del nero · c3 cavallo del bianco · f3 pedone del nero · h3 alfiere del nero · b2 pedone del bianco | d8 re del bianco · a7 pedone del nero · g7 donna del bianco · a5 torre del nero · b5 pedone del bianco · c5 pedone del bianco · e5 cavallo del bianco · d4 re del nero · g4 pedone del bianco · b3 pedone del nero · c3 cavallo del bianco · f3 pedone del nero · h3 alfiere del nero · b2 pedone del bianco | d8 re del bianco · a7 pedone del nero · g7 donna del bianco · a5 torre del nero · b5 pedone del bianco · c5 pedone del bianco · e5 cavallo del bianco · d4 re del nero · g4 pedone del bianco · b3 pedone del nero · c3 cavallo del bianco · f3 pedone del nero · h3 alfiere del nero · b2 pedone del bianco | d8 re del bianco · a7 pedone del nero · g7 donna del bianco · a5 torre del nero · b5 pedone del bianco · c5 pedone del bianco · e5 cavallo del bianco · d4 re del nero · g4 pedone del bianco · b3 pedone del nero · c3 cavallo del bianco · f3 pedone del nero · h3 alfiere del nero · b2 pedone del bianco | d8 re del bianco · a7 pedone del nero · g7 donna del bianco · a5 torre del nero · b5 pedone del bianco · c5 pedone del bianco · e5 cavallo del bianco · d4 re del nero · g4 pedone del bianco · b3 pedone del nero · c3 cavallo del bianco · f3 pedone del nero · h3 alfiere del nero · b2 pedone del bianco | d8 re del bianco · a7 pedone del nero · g7 donna del bianco · a5 torre del nero · b5 pedone del bianco · c5 pedone del bianco · e5 cavallo del bianco · d4 re del nero · g4 pedone del bianco · b3 pedone del nero · c3 cavallo del bianco · f3 pedone del nero · h3 alfiere del nero · b2 pedone del bianco | d8 re del bianco · a7 pedone del nero · g7 donna del bianco · a5 torre del nero · b5 pedone del bianco · c5 pedone del bianco · e5 cavallo del bianco · d4 re del nero · g4 pedone del bianco · b3 pedone del nero · c3 cavallo del bianco · f3 pedone del nero · h3 alfiere del nero · b2 pedone del bianco | 8 |
| 7 | d8 re del bianco · a7 pedone del nero · g7 donna del bianco · a5 torre del nero · b5 pedone del bianco · c5 pedone del bianco · e5 cavallo del bianco · d4 re del nero · g4 pedone del bianco · b3 pedone del nero · c3 cavallo del bianco · f3 pedone del nero · h3 alfiere del nero · b2 pedone del bianco | d8 re del bianco · a7 pedone del nero · g7 donna del bianco · a5 torre del nero · b5 pedone del bianco · c5 pedone del bianco · e5 cavallo del bianco · d4 re del nero · g4 pedone del bianco · b3 pedone del nero · c3 cavallo del bianco · f3 pedone del nero · h3 alfiere del nero · b2 pedone del bianco | d8 re del bianco · a7 pedone del nero · g7 donna del bianco · a5 torre del nero · b5 pedone del bianco · c5 pedone del bianco · e5 cavallo del bianco · d4 re del nero · g4 pedone del bianco · b3 pedone del nero · c3 cavallo del bianco · f3 pedone del nero · h3 alfiere del nero · b2 pedone del bianco | d8 re del bianco · a7 pedone del nero · g7 donna del bianco · a5 torre del nero · b5 pedone del bianco · c5 pedone del bianco · e5 cavallo del bianco · d4 re del nero · g4 pedone del bianco · b3 pedone del nero · c3 cavallo del bianco · f3 pedone del nero · h3 alfiere del nero · b2 pedone del bianco | d8 re del bianco · a7 pedone del nero · g7 donna del bianco · a5 torre del nero · b5 pedone del bianco · c5 pedone del bianco · e5 cavallo del bianco · d4 re del nero · g4 pedone del bianco · b3 pedone del nero · c3 cavallo del bianco · f3 pedone del nero · h3 alfiere del nero · b2 pedone del bianco | d8 re del bianco · a7 pedone del nero · g7 donna del bianco · a5 torre del nero · b5 pedone del bianco · c5 pedone del bianco · e5 cavallo del bianco · d4 re del nero · g4 pedone del bianco · b3 pedone del nero · c3 cavallo del bianco · f3 pedone del nero · h3 alfiere del nero · b2 pedone del bianco | d8 re del bianco · a7 pedone del nero · g7 donna del bianco · a5 torre del nero · b5 pedone del bianco · c5 pedone del bianco · e5 cavallo del bianco · d4 re del nero · g4 pedone del bianco · b3 pedone del nero · c3 cavallo del bianco · f3 pedone del nero · h3 alfiere del nero · b2 pedone del bianco | d8 re del bianco · a7 pedone del nero · g7 donna del bianco · a5 torre del nero · b5 pedone del bianco · c5 pedone del bianco · e5 cavallo del bianco · d4 re del nero · g4 pedone del bianco · b3 pedone del nero · c3 cavallo del bianco · f3 pedone del nero · h3 alfiere del nero · b2 pedone del bianco | 7 |
| 6 | d8 re del bianco · a7 pedone del nero · g7 donna del bianco · a5 torre del nero · b5 pedone del bianco · c5 pedone del bianco · e5 cavallo del bianco · d4 re del nero · g4 pedone del bianco · b3 pedone del nero · c3 cavallo del bianco · f3 pedone del nero · h3 alfiere del nero · b2 pedone del bianco | d8 re del bianco · a7 pedone del nero · g7 donna del bianco · a5 torre del nero · b5 pedone del bianco · c5 pedone del bianco · e5 cavallo del bianco · d4 re del nero · g4 pedone del bianco · b3 pedone del nero · c3 cavallo del bianco · f3 pedone del nero · h3 alfiere del nero · b2 pedone del bianco | d8 re del bianco · a7 pedone del nero · g7 donna del bianco · a5 torre del nero · b5 pedone del bianco · c5 pedone del bianco · e5 cavallo del bianco · d4 re del nero · g4 pedone del bianco · b3 pedone del nero · c3 cavallo del bianco · f3 pedone del nero · h3 alfiere del nero · b2 pedone del bianco | d8 re del bianco · a7 pedone del nero · g7 donna del bianco · a5 torre del nero · b5 pedone del bianco · c5 pedone del bianco · e5 cavallo del bianco · d4 re del nero · g4 pedone del bianco · b3 pedone del nero · c3 cavallo del bianco · f3 pedone del nero · h3 alfiere del nero · b2 pedone del bianco | d8 re del bianco · a7 pedone del nero · g7 donna del bianco · a5 torre del nero · b5 pedone del bianco · c5 pedone del bianco · e5 cavallo del bianco · d4 re del nero · g4 pedone del bianco · b3 pedone del nero · c3 cavallo del bianco · f3 pedone del nero · h3 alfiere del nero · b2 pedone del bianco | d8 re del bianco · a7 pedone del nero · g7 donna del bianco · a5 torre del nero · b5 pedone del bianco · c5 pedone del bianco · e5 cavallo del bianco · d4 re del nero · g4 pedone del bianco · b3 pedone del nero · c3 cavallo del bianco · f3 pedone del nero · h3 alfiere del nero · b2 pedone del bianco | d8 re del bianco · a7 pedone del nero · g7 donna del bianco · a5 torre del nero · b5 pedone del bianco · c5 pedone del bianco · e5 cavallo del bianco · d4 re del nero · g4 pedone del bianco · b3 pedone del nero · c3 cavallo del bianco · f3 pedone del nero · h3 alfiere del nero · b2 pedone del bianco | d8 re del bianco · a7 pedone del nero · g7 donna del bianco · a5 torre del nero · b5 pedone del bianco · c5 pedone del bianco · e5 cavallo del bianco · d4 re del nero · g4 pedone del bianco · b3 pedone del nero · c3 cavallo del bianco · f3 pedone del nero · h3 alfiere del nero · b2 pedone del bianco | 6 |
| 5 | d8 re del bianco · a7 pedone del nero · g7 donna del bianco · a5 torre del nero · b5 pedone del bianco · c5 pedone del bianco · e5 cavallo del bianco · d4 re del nero · g4 pedone del bianco · b3 pedone del nero · c3 cavallo del bianco · f3 pedone del nero · h3 alfiere del nero · b2 pedone del bianco | d8 re del bianco · a7 pedone del nero · g7 donna del bianco · a5 torre del nero · b5 pedone del bianco · c5 pedone del bianco · e5 cavallo del bianco · d4 re del nero · g4 pedone del bianco · b3 pedone del nero · c3 cavallo del bianco · f3 pedone del nero · h3 alfiere del nero · b2 pedone del bianco | d8 re del bianco · a7 pedone del nero · g7 donna del bianco · a5 torre del nero · b5 pedone del bianco · c5 pedone del bianco · e5 cavallo del bianco · d4 re del nero · g4 pedone del bianco · b3 pedone del nero · c3 cavallo del bianco · f3 pedone del nero · h3 alfiere del nero · b2 pedone del bianco | d8 re del bianco · a7 pedone del nero · g7 donna del bianco · a5 torre del nero · b5 pedone del bianco · c5 pedone del bianco · e5 cavallo del bianco · d4 re del nero · g4 pedone del bianco · b3 pedone del nero · c3 cavallo del bianco · f3 pedone del nero · h3 alfiere del nero · b2 pedone del bianco | d8 re del bianco · a7 pedone del nero · g7 donna del bianco · a5 torre del nero · b5 pedone del bianco · c5 pedone del bianco · e5 cavallo del bianco · d4 re del nero · g4 pedone del bianco · b3 pedone del nero · c3 cavallo del bianco · f3 pedone del nero · h3 alfiere del nero · b2 pedone del bianco | d8 re del bianco · a7 pedone del nero · g7 donna del bianco · a5 torre del nero · b5 pedone del bianco · c5 pedone del bianco · e5 cavallo del bianco · d4 re del nero · g4 pedone del bianco · b3 pedone del nero · c3 cavallo del bianco · f3 pedone del nero · h3 alfiere del nero · b2 pedone del bianco | d8 re del bianco · a7 pedone del nero · g7 donna del bianco · a5 torre del nero · b5 pedone del bianco · c5 pedone del bianco · e5 cavallo del bianco · d4 re del nero · g4 pedone del bianco · b3 pedone del nero · c3 cavallo del bianco · f3 pedone del nero · h3 alfiere del nero · b2 pedone del bianco | d8 re del bianco · a7 pedone del nero · g7 donna del bianco · a5 torre del nero · b5 pedone del bianco · c5 pedone del bianco · e5 cavallo del bianco · d4 re del nero · g4 pedone del bianco · b3 pedone del nero · c3 cavallo del bianco · f3 pedone del nero · h3 alfiere del nero · b2 pedone del bianco | 5 |
| 4 | d8 re del bianco · a7 pedone del nero · g7 donna del bianco · a5 torre del nero · b5 pedone del bianco · c5 pedone del bianco · e5 cavallo del bianco · d4 re del nero · g4 pedone del bianco · b3 pedone del nero · c3 cavallo del bianco · f3 pedone del nero · h3 alfiere del nero · b2 pedone del bianco | d8 re del bianco · a7 pedone del nero · g7 donna del bianco · a5 torre del nero · b5 pedone del bianco · c5 pedone del bianco · e5 cavallo del bianco · d4 re del nero · g4 pedone del bianco · b3 pedone del nero · c3 cavallo del bianco · f3 pedone del nero · h3 alfiere del nero · b2 pedone del bianco | d8 re del bianco · a7 pedone del nero · g7 donna del bianco · a5 torre del nero · b5 pedone del bianco · c5 pedone del bianco · e5 cavallo del bianco · d4 re del nero · g4 pedone del bianco · b3 pedone del nero · c3 cavallo del bianco · f3 pedone del nero · h3 alfiere del nero · b2 pedone del bianco | d8 re del bianco · a7 pedone del nero · g7 donna del bianco · a5 torre del nero · b5 pedone del bianco · c5 pedone del bianco · e5 cavallo del bianco · d4 re del nero · g4 pedone del bianco · b3 pedone del nero · c3 cavallo del bianco · f3 pedone del nero · h3 alfiere del nero · b2 pedone del bianco | d8 re del bianco · a7 pedone del nero · g7 donna del bianco · a5 torre del nero · b5 pedone del bianco · c5 pedone del bianco · e5 cavallo del bianco · d4 re del nero · g4 pedone del bianco · b3 pedone del nero · c3 cavallo del bianco · f3 pedone del nero · h3 alfiere del nero · b2 pedone del bianco | d8 re del bianco · a7 pedone del nero · g7 donna del bianco · a5 torre del nero · b5 pedone del bianco · c5 pedone del bianco · e5 cavallo del bianco · d4 re del nero · g4 pedone del bianco · b3 pedone del nero · c3 cavallo del bianco · f3 pedone del nero · h3 alfiere del nero · b2 pedone del bianco | d8 re del bianco · a7 pedone del nero · g7 donna del bianco · a5 torre del nero · b5 pedone del bianco · c5 pedone del bianco · e5 cavallo del bianco · d4 re del nero · g4 pedone del bianco · b3 pedone del nero · c3 cavallo del bianco · f3 pedone del nero · h3 alfiere del nero · b2 pedone del bianco | d8 re del bianco · a7 pedone del nero · g7 donna del bianco · a5 torre del nero · b5 pedone del bianco · c5 pedone del bianco · e5 cavallo del bianco · d4 re del nero · g4 pedone del bianco · b3 pedone del nero · c3 cavallo del bianco · f3 pedone del nero · h3 alfiere del nero · b2 pedone del bianco | 4 |
| 3 | d8 re del bianco · a7 pedone del nero · g7 donna del bianco · a5 torre del nero · b5 pedone del bianco · c5 pedone del bianco · e5 cavallo del bianco · d4 re del nero · g4 pedone del bianco · b3 pedone del nero · c3 cavallo del bianco · f3 pedone del nero · h3 alfiere del nero · b2 pedone del bianco | d8 re del bianco · a7 pedone del nero · g7 donna del bianco · a5 torre del nero · b5 pedone del bianco · c5 pedone del bianco · e5 cavallo del bianco · d4 re del nero · g4 pedone del bianco · b3 pedone del nero · c3 cavallo del bianco · f3 pedone del nero · h3 alfiere del nero · b2 pedone del bianco | d8 re del bianco · a7 pedone del nero · g7 donna del bianco · a5 torre del nero · b5 pedone del bianco · c5 pedone del bianco · e5 cavallo del bianco · d4 re del nero · g4 pedone del bianco · b3 pedone del nero · c3 cavallo del bianco · f3 pedone del nero · h3 alfiere del nero · b2 pedone del bianco | d8 re del bianco · a7 pedone del nero · g7 donna del bianco · a5 torre del nero · b5 pedone del bianco · c5 pedone del bianco · e5 cavallo del bianco · d4 re del nero · g4 pedone del bianco · b3 pedone del nero · c3 cavallo del bianco · f3 pedone del nero · h3 alfiere del nero · b2 pedone del bianco | d8 re del bianco · a7 pedone del nero · g7 donna del bianco · a5 torre del nero · b5 pedone del bianco · c5 pedone del bianco · e5 cavallo del bianco · d4 re del nero · g4 pedone del bianco · b3 pedone del nero · c3 cavallo del bianco · f3 pedone del nero · h3 alfiere del nero · b2 pedone del bianco | d8 re del bianco · a7 pedone del nero · g7 donna del bianco · a5 torre del nero · b5 pedone del bianco · c5 pedone del bianco · e5 cavallo del bianco · d4 re del nero · g4 pedone del bianco · b3 pedone del nero · c3 cavallo del bianco · f3 pedone del nero · h3 alfiere del nero · b2 pedone del bianco | d8 re del bianco · a7 pedone del nero · g7 donna del bianco · a5 torre del nero · b5 pedone del bianco · c5 pedone del bianco · e5 cavallo del bianco · d4 re del nero · g4 pedone del bianco · b3 pedone del nero · c3 cavallo del bianco · f3 pedone del nero · h3 alfiere del nero · b2 pedone del bianco | d8 re del bianco · a7 pedone del nero · g7 donna del bianco · a5 torre del nero · b5 pedone del bianco · c5 pedone del bianco · e5 cavallo del bianco · d4 re del nero · g4 pedone del bianco · b3 pedone del nero · c3 cavallo del bianco · f3 pedone del nero · h3 alfiere del nero · b2 pedone del bianco | 3 |
| 2 | d8 re del bianco · a7 pedone del nero · g7 donna del bianco · a5 torre del nero · b5 pedone del bianco · c5 pedone del bianco · e5 cavallo del bianco · d4 re del nero · g4 pedone del bianco · b3 pedone del nero · c3 cavallo del bianco · f3 pedone del nero · h3 alfiere del nero · b2 pedone del bianco | d8 re del bianco · a7 pedone del nero · g7 donna del bianco · a5 torre del nero · b5 pedone del bianco · c5 pedone del bianco · e5 cavallo del bianco · d4 re del nero · g4 pedone del bianco · b3 pedone del nero · c3 cavallo del bianco · f3 pedone del nero · h3 alfiere del nero · b2 pedone del bianco | d8 re del bianco · a7 pedone del nero · g7 donna del bianco · a5 torre del nero · b5 pedone del bianco · c5 pedone del bianco · e5 cavallo del bianco · d4 re del nero · g4 pedone del bianco · b3 pedone del nero · c3 cavallo del bianco · f3 pedone del nero · h3 alfiere del nero · b2 pedone del bianco | d8 re del bianco · a7 pedone del nero · g7 donna del bianco · a5 torre del nero · b5 pedone del bianco · c5 pedone del bianco · e5 cavallo del bianco · d4 re del nero · g4 pedone del bianco · b3 pedone del nero · c3 cavallo del bianco · f3 pedone del nero · h3 alfiere del nero · b2 pedone del bianco | d8 re del bianco · a7 pedone del nero · g7 donna del bianco · a5 torre del nero · b5 pedone del bianco · c5 pedone del bianco · e5 cavallo del bianco · d4 re del nero · g4 pedone del bianco · b3 pedone del nero · c3 cavallo del bianco · f3 pedone del nero · h3 alfiere del nero · b2 pedone del bianco | d8 re del bianco · a7 pedone del nero · g7 donna del bianco · a5 torre del nero · b5 pedone del bianco · c5 pedone del bianco · e5 cavallo del bianco · d4 re del nero · g4 pedone del bianco · b3 pedone del nero · c3 cavallo del bianco · f3 pedone del nero · h3 alfiere del nero · b2 pedone del bianco | d8 re del bianco · a7 pedone del nero · g7 donna del bianco · a5 torre del nero · b5 pedone del bianco · c5 pedone del bianco · e5 cavallo del bianco · d4 re del nero · g4 pedone del bianco · b3 pedone del nero · c3 cavallo del bianco · f3 pedone del nero · h3 alfiere del nero · b2 pedone del bianco | d8 re del bianco · a7 pedone del nero · g7 donna del bianco · a5 torre del nero · b5 pedone del bianco · c5 pedone del bianco · e5 cavallo del bianco · d4 re del nero · g4 pedone del bianco · b3 pedone del nero · c3 cavallo del bianco · f3 pedone del nero · h3 alfiere del nero · b2 pedone del bianco | 2 |
| 1 | d8 re del bianco · a7 pedone del nero · g7 donna del bianco · a5 torre del nero · b5 pedone del bianco · c5 pedone del bianco · e5 cavallo del bianco · d4 re del nero · g4 pedone del bianco · b3 pedone del nero · c3 cavallo del bianco · f3 pedone del nero · h3 alfiere del nero · b2 pedone del bianco | d8 re del bianco · a7 pedone del nero · g7 donna del bianco · a5 torre del nero · b5 pedone del bianco · c5 pedone del bianco · e5 cavallo del bianco · d4 re del nero · g4 pedone del bianco · b3 pedone del nero · c3 cavallo del bianco · f3 pedone del nero · h3 alfiere del nero · b2 pedone del bianco | d8 re del bianco · a7 pedone del nero · g7 donna del bianco · a5 torre del nero · b5 pedone del bianco · c5 pedone del bianco · e5 cavallo del bianco · d4 re del nero · g4 pedone del bianco · b3 pedone del nero · c3 cavallo del bianco · f3 pedone del nero · h3 alfiere del nero · b2 pedone del bianco | d8 re del bianco · a7 pedone del nero · g7 donna del bianco · a5 torre del nero · b5 pedone del bianco · c5 pedone del bianco · e5 cavallo del bianco · d4 re del nero · g4 pedone del bianco · b3 pedone del nero · c3 cavallo del bianco · f3 pedone del nero · h3 alfiere del nero · b2 pedone del bianco | d8 re del bianco · a7 pedone del nero · g7 donna del bianco · a5 torre del nero · b5 pedone del bianco · c5 pedone del bianco · e5 cavallo del bianco · d4 re del nero · g4 pedone del bianco · b3 pedone del nero · c3 cavallo del bianco · f3 pedone del nero · h3 alfiere del nero · b2 pedone del bianco | d8 re del bianco · a7 pedone del nero · g7 donna del bianco · a5 torre del nero · b5 pedone del bianco · c5 pedone del bianco · e5 cavallo del bianco · d4 re del nero · g4 pedone del bianco · b3 pedone del nero · c3 cavallo del bianco · f3 pedone del nero · h3 alfiere del nero · b2 pedone del bianco | d8 re del bianco · a7 pedone del nero · g7 donna del bianco · a5 torre del nero · b5 pedone del bianco · c5 pedone del bianco · e5 cavallo del bianco · d4 re del nero · g4 pedone del bianco · b3 pedone del nero · c3 cavallo del bianco · f3 pedone del nero · h3 alfiere del nero · b2 pedone del bianco | d8 re del bianco · a7 pedone del nero · g7 donna del bianco · a5 torre del nero · b5 pedone del bianco · c5 pedone del bianco · e5 cavallo del bianco · d4 re del nero · g4 pedone del bianco · b3 pedone del nero · c3 cavallo del bianco · f3 pedone del nero · h3 alfiere del nero · b2 pedone del bianco | 1 |
|   | a | b | c | d | e | f | g | h |   |

Soluzione:
1. Dh6!  (min. 2. Df4+ Rxc5 3. Cd7#)

1... Txb5 2. Dd2+ Rxc5 3. Ca4#

1... Rxc5 2. De3+ Rb4 3. Dd4#

|   | a | b | c | d | e | f | g | h |   |
| 8 | a7 cavallo del nero · b7 pedone del nero · d7 alfiere del nero · a6 pedone del nero · b6 pedone del bianco · f6 re del bianco · g6 cavallo del bianco · c5 alfiere del bianco · d5 re del nero · b4 pedone del bianco · g4 pedone del nero · a3 cavallo del bianco · b3 pedone del nero · g3 pedone del bianco · b2 pedone del bianco · h2 pedone del bianco | a7 cavallo del nero · b7 pedone del nero · d7 alfiere del nero · a6 pedone del nero · b6 pedone del bianco · f6 re del bianco · g6 cavallo del bianco · c5 alfiere del bianco · d5 re del nero · b4 pedone del bianco · g4 pedone del nero · a3 cavallo del bianco · b3 pedone del nero · g3 pedone del bianco · b2 pedone del bianco · h2 pedone del bianco | a7 cavallo del nero · b7 pedone del nero · d7 alfiere del nero · a6 pedone del nero · b6 pedone del bianco · f6 re del bianco · g6 cavallo del bianco · c5 alfiere del bianco · d5 re del nero · b4 pedone del bianco · g4 pedone del nero · a3 cavallo del bianco · b3 pedone del nero · g3 pedone del bianco · b2 pedone del bianco · h2 pedone del bianco | a7 cavallo del nero · b7 pedone del nero · d7 alfiere del nero · a6 pedone del nero · b6 pedone del bianco · f6 re del bianco · g6 cavallo del bianco · c5 alfiere del bianco · d5 re del nero · b4 pedone del bianco · g4 pedone del nero · a3 cavallo del bianco · b3 pedone del nero · g3 pedone del bianco · b2 pedone del bianco · h2 pedone del bianco | a7 cavallo del nero · b7 pedone del nero · d7 alfiere del nero · a6 pedone del nero · b6 pedone del bianco · f6 re del bianco · g6 cavallo del bianco · c5 alfiere del bianco · d5 re del nero · b4 pedone del bianco · g4 pedone del nero · a3 cavallo del bianco · b3 pedone del nero · g3 pedone del bianco · b2 pedone del bianco · h2 pedone del bianco | a7 cavallo del nero · b7 pedone del nero · d7 alfiere del nero · a6 pedone del nero · b6 pedone del bianco · f6 re del bianco · g6 cavallo del bianco · c5 alfiere del bianco · d5 re del nero · b4 pedone del bianco · g4 pedone del nero · a3 cavallo del bianco · b3 pedone del nero · g3 pedone del bianco · b2 pedone del bianco · h2 pedone del bianco | a7 cavallo del nero · b7 pedone del nero · d7 alfiere del nero · a6 pedone del nero · b6 pedone del bianco · f6 re del bianco · g6 cavallo del bianco · c5 alfiere del bianco · d5 re del nero · b4 pedone del bianco · g4 pedone del nero · a3 cavallo del bianco · b3 pedone del nero · g3 pedone del bianco · b2 pedone del bianco · h2 pedone del bianco | a7 cavallo del nero · b7 pedone del nero · d7 alfiere del nero · a6 pedone del nero · b6 pedone del bianco · f6 re del bianco · g6 cavallo del bianco · c5 alfiere del bianco · d5 re del nero · b4 pedone del bianco · g4 pedone del nero · a3 cavallo del bianco · b3 pedone del nero · g3 pedone del bianco · b2 pedone del bianco · h2 pedone del bianco | 8 |
| 7 | a7 cavallo del nero · b7 pedone del nero · d7 alfiere del nero · a6 pedone del nero · b6 pedone del bianco · f6 re del bianco · g6 cavallo del bianco · c5 alfiere del bianco · d5 re del nero · b4 pedone del bianco · g4 pedone del nero · a3 cavallo del bianco · b3 pedone del nero · g3 pedone del bianco · b2 pedone del bianco · h2 pedone del bianco | a7 cavallo del nero · b7 pedone del nero · d7 alfiere del nero · a6 pedone del nero · b6 pedone del bianco · f6 re del bianco · g6 cavallo del bianco · c5 alfiere del bianco · d5 re del nero · b4 pedone del bianco · g4 pedone del nero · a3 cavallo del bianco · b3 pedone del nero · g3 pedone del bianco · b2 pedone del bianco · h2 pedone del bianco | a7 cavallo del nero · b7 pedone del nero · d7 alfiere del nero · a6 pedone del nero · b6 pedone del bianco · f6 re del bianco · g6 cavallo del bianco · c5 alfiere del bianco · d5 re del nero · b4 pedone del bianco · g4 pedone del nero · a3 cavallo del bianco · b3 pedone del nero · g3 pedone del bianco · b2 pedone del bianco · h2 pedone del bianco | a7 cavallo del nero · b7 pedone del nero · d7 alfiere del nero · a6 pedone del nero · b6 pedone del bianco · f6 re del bianco · g6 cavallo del bianco · c5 alfiere del bianco · d5 re del nero · b4 pedone del bianco · g4 pedone del nero · a3 cavallo del bianco · b3 pedone del nero · g3 pedone del bianco · b2 pedone del bianco · h2 pedone del bianco | a7 cavallo del nero · b7 pedone del nero · d7 alfiere del nero · a6 pedone del nero · b6 pedone del bianco · f6 re del bianco · g6 cavallo del bianco · c5 alfiere del bianco · d5 re del nero · b4 pedone del bianco · g4 pedone del nero · a3 cavallo del bianco · b3 pedone del nero · g3 pedone del bianco · b2 pedone del bianco · h2 pedone del bianco | a7 cavallo del nero · b7 pedone del nero · d7 alfiere del nero · a6 pedone del nero · b6 pedone del bianco · f6 re del bianco · g6 cavallo del bianco · c5 alfiere del bianco · d5 re del nero · b4 pedone del bianco · g4 pedone del nero · a3 cavallo del bianco · b3 pedone del nero · g3 pedone del bianco · b2 pedone del bianco · h2 pedone del bianco | a7 cavallo del nero · b7 pedone del nero · d7 alfiere del nero · a6 pedone del nero · b6 pedone del bianco · f6 re del bianco · g6 cavallo del bianco · c5 alfiere del bianco · d5 re del nero · b4 pedone del bianco · g4 pedone del nero · a3 cavallo del bianco · b3 pedone del nero · g3 pedone del bianco · b2 pedone del bianco · h2 pedone del bianco | a7 cavallo del nero · b7 pedone del nero · d7 alfiere del nero · a6 pedone del nero · b6 pedone del bianco · f6 re del bianco · g6 cavallo del bianco · c5 alfiere del bianco · d5 re del nero · b4 pedone del bianco · g4 pedone del nero · a3 cavallo del bianco · b3 pedone del nero · g3 pedone del bianco · b2 pedone del bianco · h2 pedone del bianco | 7 |
| 6 | a7 cavallo del nero · b7 pedone del nero · d7 alfiere del nero · a6 pedone del nero · b6 pedone del bianco · f6 re del bianco · g6 cavallo del bianco · c5 alfiere del bianco · d5 re del nero · b4 pedone del bianco · g4 pedone del nero · a3 cavallo del bianco · b3 pedone del nero · g3 pedone del bianco · b2 pedone del bianco · h2 pedone del bianco | a7 cavallo del nero · b7 pedone del nero · d7 alfiere del nero · a6 pedone del nero · b6 pedone del bianco · f6 re del bianco · g6 cavallo del bianco · c5 alfiere del bianco · d5 re del nero · b4 pedone del bianco · g4 pedone del nero · a3 cavallo del bianco · b3 pedone del nero · g3 pedone del bianco · b2 pedone del bianco · h2 pedone del bianco | a7 cavallo del nero · b7 pedone del nero · d7 alfiere del nero · a6 pedone del nero · b6 pedone del bianco · f6 re del bianco · g6 cavallo del bianco · c5 alfiere del bianco · d5 re del nero · b4 pedone del bianco · g4 pedone del nero · a3 cavallo del bianco · b3 pedone del nero · g3 pedone del bianco · b2 pedone del bianco · h2 pedone del bianco | a7 cavallo del nero · b7 pedone del nero · d7 alfiere del nero · a6 pedone del nero · b6 pedone del bianco · f6 re del bianco · g6 cavallo del bianco · c5 alfiere del bianco · d5 re del nero · b4 pedone del bianco · g4 pedone del nero · a3 cavallo del bianco · b3 pedone del nero · g3 pedone del bianco · b2 pedone del bianco · h2 pedone del bianco | a7 cavallo del nero · b7 pedone del nero · d7 alfiere del nero · a6 pedone del nero · b6 pedone del bianco · f6 re del bianco · g6 cavallo del bianco · c5 alfiere del bianco · d5 re del nero · b4 pedone del bianco · g4 pedone del nero · a3 cavallo del bianco · b3 pedone del nero · g3 pedone del bianco · b2 pedone del bianco · h2 pedone del bianco | a7 cavallo del nero · b7 pedone del nero · d7 alfiere del nero · a6 pedone del nero · b6 pedone del bianco · f6 re del bianco · g6 cavallo del bianco · c5 alfiere del bianco · d5 re del nero · b4 pedone del bianco · g4 pedone del nero · a3 cavallo del bianco · b3 pedone del nero · g3 pedone del bianco · b2 pedone del bianco · h2 pedone del bianco | a7 cavallo del nero · b7 pedone del nero · d7 alfiere del nero · a6 pedone del nero · b6 pedone del bianco · f6 re del bianco · g6 cavallo del bianco · c5 alfiere del bianco · d5 re del nero · b4 pedone del bianco · g4 pedone del nero · a3 cavallo del bianco · b3 pedone del nero · g3 pedone del bianco · b2 pedone del bianco · h2 pedone del bianco | a7 cavallo del nero · b7 pedone del nero · d7 alfiere del nero · a6 pedone del nero · b6 pedone del bianco · f6 re del bianco · g6 cavallo del bianco · c5 alfiere del bianco · d5 re del nero · b4 pedone del bianco · g4 pedone del nero · a3 cavallo del bianco · b3 pedone del nero · g3 pedone del bianco · b2 pedone del bianco · h2 pedone del bianco | 6 |
| 5 | a7 cavallo del nero · b7 pedone del nero · d7 alfiere del nero · a6 pedone del nero · b6 pedone del bianco · f6 re del bianco · g6 cavallo del bianco · c5 alfiere del bianco · d5 re del nero · b4 pedone del bianco · g4 pedone del nero · a3 cavallo del bianco · b3 pedone del nero · g3 pedone del bianco · b2 pedone del bianco · h2 pedone del bianco | a7 cavallo del nero · b7 pedone del nero · d7 alfiere del nero · a6 pedone del nero · b6 pedone del bianco · f6 re del bianco · g6 cavallo del bianco · c5 alfiere del bianco · d5 re del nero · b4 pedone del bianco · g4 pedone del nero · a3 cavallo del bianco · b3 pedone del nero · g3 pedone del bianco · b2 pedone del bianco · h2 pedone del bianco | a7 cavallo del nero · b7 pedone del nero · d7 alfiere del nero · a6 pedone del nero · b6 pedone del bianco · f6 re del bianco · g6 cavallo del bianco · c5 alfiere del bianco · d5 re del nero · b4 pedone del bianco · g4 pedone del nero · a3 cavallo del bianco · b3 pedone del nero · g3 pedone del bianco · b2 pedone del bianco · h2 pedone del bianco | a7 cavallo del nero · b7 pedone del nero · d7 alfiere del nero · a6 pedone del nero · b6 pedone del bianco · f6 re del bianco · g6 cavallo del bianco · c5 alfiere del bianco · d5 re del nero · b4 pedone del bianco · g4 pedone del nero · a3 cavallo del bianco · b3 pedone del nero · g3 pedone del bianco · b2 pedone del bianco · h2 pedone del bianco | a7 cavallo del nero · b7 pedone del nero · d7 alfiere del nero · a6 pedone del nero · b6 pedone del bianco · f6 re del bianco · g6 cavallo del bianco · c5 alfiere del bianco · d5 re del nero · b4 pedone del bianco · g4 pedone del nero · a3 cavallo del bianco · b3 pedone del nero · g3 pedone del bianco · b2 pedone del bianco · h2 pedone del bianco | a7 cavallo del nero · b7 pedone del nero · d7 alfiere del nero · a6 pedone del nero · b6 pedone del bianco · f6 re del bianco · g6 cavallo del bianco · c5 alfiere del bianco · d5 re del nero · b4 pedone del bianco · g4 pedone del nero · a3 cavallo del bianco · b3 pedone del nero · g3 pedone del bianco · b2 pedone del bianco · h2 pedone del bianco | a7 cavallo del nero · b7 pedone del nero · d7 alfiere del nero · a6 pedone del nero · b6 pedone del bianco · f6 re del bianco · g6 cavallo del bianco · c5 alfiere del bianco · d5 re del nero · b4 pedone del bianco · g4 pedone del nero · a3 cavallo del bianco · b3 pedone del nero · g3 pedone del bianco · b2 pedone del bianco · h2 pedone del bianco | a7 cavallo del nero · b7 pedone del nero · d7 alfiere del nero · a6 pedone del nero · b6 pedone del bianco · f6 re del bianco · g6 cavallo del bianco · c5 alfiere del bianco · d5 re del nero · b4 pedone del bianco · g4 pedone del nero · a3 cavallo del bianco · b3 pedone del nero · g3 pedone del bianco · b2 pedone del bianco · h2 pedone del bianco | 5 |
| 4 | a7 cavallo del nero · b7 pedone del nero · d7 alfiere del nero · a6 pedone del nero · b6 pedone del bianco · f6 re del bianco · g6 cavallo del bianco · c5 alfiere del bianco · d5 re del nero · b4 pedone del bianco · g4 pedone del nero · a3 cavallo del bianco · b3 pedone del nero · g3 pedone del bianco · b2 pedone del bianco · h2 pedone del bianco | a7 cavallo del nero · b7 pedone del nero · d7 alfiere del nero · a6 pedone del nero · b6 pedone del bianco · f6 re del bianco · g6 cavallo del bianco · c5 alfiere del bianco · d5 re del nero · b4 pedone del bianco · g4 pedone del nero · a3 cavallo del bianco · b3 pedone del nero · g3 pedone del bianco · b2 pedone del bianco · h2 pedone del bianco | a7 cavallo del nero · b7 pedone del nero · d7 alfiere del nero · a6 pedone del nero · b6 pedone del bianco · f6 re del bianco · g6 cavallo del bianco · c5 alfiere del bianco · d5 re del nero · b4 pedone del bianco · g4 pedone del nero · a3 cavallo del bianco · b3 pedone del nero · g3 pedone del bianco · b2 pedone del bianco · h2 pedone del bianco | a7 cavallo del nero · b7 pedone del nero · d7 alfiere del nero · a6 pedone del nero · b6 pedone del bianco · f6 re del bianco · g6 cavallo del bianco · c5 alfiere del bianco · d5 re del nero · b4 pedone del bianco · g4 pedone del nero · a3 cavallo del bianco · b3 pedone del nero · g3 pedone del bianco · b2 pedone del bianco · h2 pedone del bianco | a7 cavallo del nero · b7 pedone del nero · d7 alfiere del nero · a6 pedone del nero · b6 pedone del bianco · f6 re del bianco · g6 cavallo del bianco · c5 alfiere del bianco · d5 re del nero · b4 pedone del bianco · g4 pedone del nero · a3 cavallo del bianco · b3 pedone del nero · g3 pedone del bianco · b2 pedone del bianco · h2 pedone del bianco | a7 cavallo del nero · b7 pedone del nero · d7 alfiere del nero · a6 pedone del nero · b6 pedone del bianco · f6 re del bianco · g6 cavallo del bianco · c5 alfiere del bianco · d5 re del nero · b4 pedone del bianco · g4 pedone del nero · a3 cavallo del bianco · b3 pedone del nero · g3 pedone del bianco · b2 pedone del bianco · h2 pedone del bianco | a7 cavallo del nero · b7 pedone del nero · d7 alfiere del nero · a6 pedone del nero · b6 pedone del bianco · f6 re del bianco · g6 cavallo del bianco · c5 alfiere del bianco · d5 re del nero · b4 pedone del bianco · g4 pedone del nero · a3 cavallo del bianco · b3 pedone del nero · g3 pedone del bianco · b2 pedone del bianco · h2 pedone del bianco | a7 cavallo del nero · b7 pedone del nero · d7 alfiere del nero · a6 pedone del nero · b6 pedone del bianco · f6 re del bianco · g6 cavallo del bianco · c5 alfiere del bianco · d5 re del nero · b4 pedone del bianco · g4 pedone del nero · a3 cavallo del bianco · b3 pedone del nero · g3 pedone del bianco · b2 pedone del bianco · h2 pedone del bianco | 4 |
| 3 | a7 cavallo del nero · b7 pedone del nero · d7 alfiere del nero · a6 pedone del nero · b6 pedone del bianco · f6 re del bianco · g6 cavallo del bianco · c5 alfiere del bianco · d5 re del nero · b4 pedone del bianco · g4 pedone del nero · a3 cavallo del bianco · b3 pedone del nero · g3 pedone del bianco · b2 pedone del bianco · h2 pedone del bianco | a7 cavallo del nero · b7 pedone del nero · d7 alfiere del nero · a6 pedone del nero · b6 pedone del bianco · f6 re del bianco · g6 cavallo del bianco · c5 alfiere del bianco · d5 re del nero · b4 pedone del bianco · g4 pedone del nero · a3 cavallo del bianco · b3 pedone del nero · g3 pedone del bianco · b2 pedone del bianco · h2 pedone del bianco | a7 cavallo del nero · b7 pedone del nero · d7 alfiere del nero · a6 pedone del nero · b6 pedone del bianco · f6 re del bianco · g6 cavallo del bianco · c5 alfiere del bianco · d5 re del nero · b4 pedone del bianco · g4 pedone del nero · a3 cavallo del bianco · b3 pedone del nero · g3 pedone del bianco · b2 pedone del bianco · h2 pedone del bianco | a7 cavallo del nero · b7 pedone del nero · d7 alfiere del nero · a6 pedone del nero · b6 pedone del bianco · f6 re del bianco · g6 cavallo del bianco · c5 alfiere del bianco · d5 re del nero · b4 pedone del bianco · g4 pedone del nero · a3 cavallo del bianco · b3 pedone del nero · g3 pedone del bianco · b2 pedone del bianco · h2 pedone del bianco | a7 cavallo del nero · b7 pedone del nero · d7 alfiere del nero · a6 pedone del nero · b6 pedone del bianco · f6 re del bianco · g6 cavallo del bianco · c5 alfiere del bianco · d5 re del nero · b4 pedone del bianco · g4 pedone del nero · a3 cavallo del bianco · b3 pedone del nero · g3 pedone del bianco · b2 pedone del bianco · h2 pedone del bianco | a7 cavallo del nero · b7 pedone del nero · d7 alfiere del nero · a6 pedone del nero · b6 pedone del bianco · f6 re del bianco · g6 cavallo del bianco · c5 alfiere del bianco · d5 re del nero · b4 pedone del bianco · g4 pedone del nero · a3 cavallo del bianco · b3 pedone del nero · g3 pedone del bianco · b2 pedone del bianco · h2 pedone del bianco | a7 cavallo del nero · b7 pedone del nero · d7 alfiere del nero · a6 pedone del nero · b6 pedone del bianco · f6 re del bianco · g6 cavallo del bianco · c5 alfiere del bianco · d5 re del nero · b4 pedone del bianco · g4 pedone del nero · a3 cavallo del bianco · b3 pedone del nero · g3 pedone del bianco · b2 pedone del bianco · h2 pedone del bianco | a7 cavallo del nero · b7 pedone del nero · d7 alfiere del nero · a6 pedone del nero · b6 pedone del bianco · f6 re del bianco · g6 cavallo del bianco · c5 alfiere del bianco · d5 re del nero · b4 pedone del bianco · g4 pedone del nero · a3 cavallo del bianco · b3 pedone del nero · g3 pedone del bianco · b2 pedone del bianco · h2 pedone del bianco | 3 |
| 2 | a7 cavallo del nero · b7 pedone del nero · d7 alfiere del nero · a6 pedone del nero · b6 pedone del bianco · f6 re del bianco · g6 cavallo del bianco · c5 alfiere del bianco · d5 re del nero · b4 pedone del bianco · g4 pedone del nero · a3 cavallo del bianco · b3 pedone del nero · g3 pedone del bianco · b2 pedone del bianco · h2 pedone del bianco | a7 cavallo del nero · b7 pedone del nero · d7 alfiere del nero · a6 pedone del nero · b6 pedone del bianco · f6 re del bianco · g6 cavallo del bianco · c5 alfiere del bianco · d5 re del nero · b4 pedone del bianco · g4 pedone del nero · a3 cavallo del bianco · b3 pedone del nero · g3 pedone del bianco · b2 pedone del bianco · h2 pedone del bianco | a7 cavallo del nero · b7 pedone del nero · d7 alfiere del nero · a6 pedone del nero · b6 pedone del bianco · f6 re del bianco · g6 cavallo del bianco · c5 alfiere del bianco · d5 re del nero · b4 pedone del bianco · g4 pedone del nero · a3 cavallo del bianco · b3 pedone del nero · g3 pedone del bianco · b2 pedone del bianco · h2 pedone del bianco | a7 cavallo del nero · b7 pedone del nero · d7 alfiere del nero · a6 pedone del nero · b6 pedone del bianco · f6 re del bianco · g6 cavallo del bianco · c5 alfiere del bianco · d5 re del nero · b4 pedone del bianco · g4 pedone del nero · a3 cavallo del bianco · b3 pedone del nero · g3 pedone del bianco · b2 pedone del bianco · h2 pedone del bianco | a7 cavallo del nero · b7 pedone del nero · d7 alfiere del nero · a6 pedone del nero · b6 pedone del bianco · f6 re del bianco · g6 cavallo del bianco · c5 alfiere del bianco · d5 re del nero · b4 pedone del bianco · g4 pedone del nero · a3 cavallo del bianco · b3 pedone del nero · g3 pedone del bianco · b2 pedone del bianco · h2 pedone del bianco | a7 cavallo del nero · b7 pedone del nero · d7 alfiere del nero · a6 pedone del nero · b6 pedone del bianco · f6 re del bianco · g6 cavallo del bianco · c5 alfiere del bianco · d5 re del nero · b4 pedone del bianco · g4 pedone del nero · a3 cavallo del bianco · b3 pedone del nero · g3 pedone del bianco · b2 pedone del bianco · h2 pedone del bianco | a7 cavallo del nero · b7 pedone del nero · d7 alfiere del nero · a6 pedone del nero · b6 pedone del bianco · f6 re del bianco · g6 cavallo del bianco · c5 alfiere del bianco · d5 re del nero · b4 pedone del bianco · g4 pedone del nero · a3 cavallo del bianco · b3 pedone del nero · g3 pedone del bianco · b2 pedone del bianco · h2 pedone del bianco | a7 cavallo del nero · b7 pedone del nero · d7 alfiere del nero · a6 pedone del nero · b6 pedone del bianco · f6 re del bianco · g6 cavallo del bianco · c5 alfiere del bianco · d5 re del nero · b4 pedone del bianco · g4 pedone del nero · a3 cavallo del bianco · b3 pedone del nero · g3 pedone del bianco · b2 pedone del bianco · h2 pedone del bianco | 2 |
| 1 | a7 cavallo del nero · b7 pedone del nero · d7 alfiere del nero · a6 pedone del nero · b6 pedone del bianco · f6 re del bianco · g6 cavallo del bianco · c5 alfiere del bianco · d5 re del nero · b4 pedone del bianco · g4 pedone del nero · a3 cavallo del bianco · b3 pedone del nero · g3 pedone del bianco · b2 pedone del bianco · h2 pedone del bianco | a7 cavallo del nero · b7 pedone del nero · d7 alfiere del nero · a6 pedone del nero · b6 pedone del bianco · f6 re del bianco · g6 cavallo del bianco · c5 alfiere del bianco · d5 re del nero · b4 pedone del bianco · g4 pedone del nero · a3 cavallo del bianco · b3 pedone del nero · g3 pedone del bianco · b2 pedone del bianco · h2 pedone del bianco | a7 cavallo del nero · b7 pedone del nero · d7 alfiere del nero · a6 pedone del nero · b6 pedone del bianco · f6 re del bianco · g6 cavallo del bianco · c5 alfiere del bianco · d5 re del nero · b4 pedone del bianco · g4 pedone del nero · a3 cavallo del bianco · b3 pedone del nero · g3 pedone del bianco · b2 pedone del bianco · h2 pedone del bianco | a7 cavallo del nero · b7 pedone del nero · d7 alfiere del nero · a6 pedone del nero · b6 pedone del bianco · f6 re del bianco · g6 cavallo del bianco · c5 alfiere del bianco · d5 re del nero · b4 pedone del bianco · g4 pedone del nero · a3 cavallo del bianco · b3 pedone del nero · g3 pedone del bianco · b2 pedone del bianco · h2 pedone del bianco | a7 cavallo del nero · b7 pedone del nero · d7 alfiere del nero · a6 pedone del nero · b6 pedone del bianco · f6 re del bianco · g6 cavallo del bianco · c5 alfiere del bianco · d5 re del nero · b4 pedone del bianco · g4 pedone del nero · a3 cavallo del bianco · b3 pedone del nero · g3 pedone del bianco · b2 pedone del bianco · h2 pedone del bianco | a7 cavallo del nero · b7 pedone del nero · d7 alfiere del nero · a6 pedone del nero · b6 pedone del bianco · f6 re del bianco · g6 cavallo del bianco · c5 alfiere del bianco · d5 re del nero · b4 pedone del bianco · g4 pedone del nero · a3 cavallo del bianco · b3 pedone del nero · g3 pedone del bianco · b2 pedone del bianco · h2 pedone del bianco | a7 cavallo del nero · b7 pedone del nero · d7 alfiere del nero · a6 pedone del nero · b6 pedone del bianco · f6 re del bianco · g6 cavallo del bianco · c5 alfiere del bianco · d5 re del nero · b4 pedone del bianco · g4 pedone del nero · a3 cavallo del bianco · b3 pedone del nero · g3 pedone del bianco · b2 pedone del bianco · h2 pedone del bianco | a7 cavallo del nero · b7 pedone del nero · d7 alfiere del nero · a6 pedone del nero · b6 pedone del bianco · f6 re del bianco · g6 cavallo del bianco · c5 alfiere del bianco · d5 re del nero · b4 pedone del bianco · g4 pedone del nero · a3 cavallo del bianco · b3 pedone del nero · g3 pedone del bianco · b2 pedone del bianco · h2 pedone del bianco | 1 |
|   | a | b | c | d | e | f | g | h |   |

Soluzione:
1. Cb1!  (min. 2.Cc3+ Rc6 3. Ce5#)

1... Re4 2. Cf4 ∼ 3. Cd2#

1... Rc4 2. Ce5+ Rb5/d5 3. Cc3#

1... Cb5 2. Cd2 ∼ 3. Ce7#